# Huamachuco
Huamachuco è un comune del Perù, situato nel dipartimento La Libertad e capoluogo della Provincia di Sánchez Carrión, situato a un'altitudine di 3.269 metri sul livello del mare, sulle pendici orientali della Cordillera delle Ande.